# ダニエル・ウィルデンシュタイン
ダニエル・ウィルデンシュタイン（Daniel Wildenstein、1917年9月11日 - 2001年10月23日）は、フランス出身の国際的な画商および絵画史研究家。フランス・イギリスを中心とした競馬のオーナーブリーダーとしても知られる。祖父と父が築いたアートとブリーダーのビジネスと莫大な資産を引き継いた。
名字は「ウイルデンスタイン」「ヴィルデンシュタイン」などとも表記される。

## 経歴
フランスのエソンヌ県ヴェリエール＝ル＝ビュイッソンの出身で、1917年にドイツ系ユダヤ人のウィルデンシュタイン家の跡取りとして生まれた。
ウィルデンシュタイン家はダニエルの祖父に当たるナタン・ウィルデンシュタイン（Nathan Wildenstein（フランス語））が1875年に創立した絵画販売会社を運営する一族で、ダニエルは1963年に父ジョルジュ・ウィルデンシュタイン（Georges Wildenstein（en,fr））から会社と（父の創設した）美術資料館を相続した。ウィルデンシュタインは画商として成功し、その会社の規模を大きく拡大、ロンドンやニューヨーク、東京といった国外の大都市にも画廊を設けている。
また父や祖父と同様、絵画史の研究にも取り組み、特に印象派に関する研究が著名であった。作成したカタログ・レゾネ（作品総目録）には、クロード・モネやエドゥアール・マネ、ポール・ゴーギャンなどがある。このほか、ウィルデンシュタインは彼らの作品に、「ウィルデンシュタイン作品番号」というクラシック音楽の作品番号に似た分類用番号を用意し、その整理分類に役立てている。
また現代美術にも興味を示し、1993年にアーネ・グリムシャーと協力してボストンに現代美術の博物館「ペースウィルデンシュタイン」（PaceWildenstein（英語））を開設した。現在同美術館はニューヨーク市のマンハッタンに移り、また支館を中国の北京に開設している。
2001年、ダニエル・ウィルデンシュタインはパリの病院で家族に看取られて死亡した。84歳であった。

## 論争

### アンドレ・マルロー
ウィルデンシュタイン画廊は第二次世界大戦後、パリにふたたび店舗を開く。ところが同店はフランスの文化大臣アンドレ・マルローから公の場で糾弾され、ジョルジュ・ウィルデンシュタインがジョルジュ・ド・ラ・トゥールの絵画作品『女占い師』（英語）の国外持ち出しと販売に絡んで公務員に贈賄したとされたため騒ぎとなり、1960年代初頭に営業を打ち切っている。この事例は訴追されないまま過ぎ、ダニエル・ウィルデンシュタインは後年、マルローの糾弾の動機は悪意でしかなかったと訴えた。

### ナチの略奪美術品

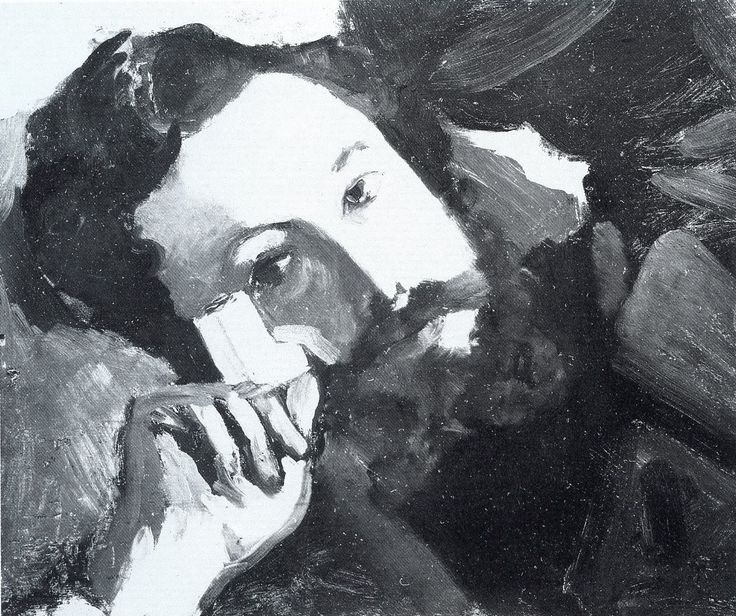
第二次世界大戦中に滅失したフレデリック・バジール作『アルフレッド・シスレーの肖像』1867年-1868年。ウィルデンシュタイン画廊（パリ）

最近では、同社は第二次世界大戦中のナチの略奪美術品や当時のジョルジュ・ウィルデンシュタインとドイツ政権との関係の性質に関して、多くの論争に巻きこまれた。2000年5月にはパリで係争中の裁判が結審、ウィルデンシュタイン側は敗訴している。美術史家エクトール・フェリシアーノ（英語）の著書『The Lost Museum: The Nazi Conspiracy to Steal the World's Greatest Works of Art』（邦訳『ナチの絵画略奪作戦』）には、フランスからアメリカへ亡命した1941年以降も、ジョルジュ・ウィルデンシュタインが画商としてナチを顧客に利潤をあげていたという言及があり、出版差し止めを訴えた裁判だった。判決を受けてジョルジュの孫でダニエルの息子たちは、これは中傷であり名誉毀損を主張し法廷に持ち込み、敗れている。

### ライナッハの資産
2011年1月にダニエルの息子ガイ・ウィルデンシュタインは行方不明または盗難品と報告された芸術作品の隠匿のかどで、フランス当局に告発された。警察がウィルデンシュタイン資料館の保管庫から摘発した芸術作品は30点で、その少なくとも20点はイタリアの彫刻家レンブラント・ブガッティの作品、エドガー・ドガのスケッチ2点および ウジェーヌ・ドラクロワのパステル画1点はもともとヨセフ・ライナッハ（英語）の蒐集品の一部であったと主張した。父ダニエルは1972年にライナッハの娘の遺産執行人を務めており、ウィルデンシュタイン資料館が収蔵していた美術品を相続人たちの間で分配する責任を負っていた。

## 馬主

D・ウィルデンシュタインの勝負服

ウィルデンシュタインはヨーロッパの競馬界においても重要な人物で、数々の大競走勝ち馬を抱え、また多くの名馬を生産してきた。一方で、騎手や調教師との間で大きないざこざをたびたび引き起こしたことでも知られる。勝負服はロイヤルブルーの下地にライトブルーの襷、ライトブルーの帽子を使っていた。
当初はフランスのみで競走馬を所有し、そのうちの一頭ドンIIが1969年のプール・デッセ・デ・プーラン（フランス2000ギニー）に優勝すると、以後ウィルデンシュタインの所有馬が各地で活躍するようになっていった。
次第にイギリスの競馬場にも所有馬を送り込むようになるが、こちらでは長らく大きな勝ち星が挙げられず、プール・デッセ・デ・プーリッシュ（フランス1000ギニー）を勝ったアレフランスなどを送り込んだが、それでも失敗に終わっている。1975年になってようやくLiangaでジュライカップを優勝、イギリス短距離界の大競走を制覇した。しかし、その翌年1976年はウィルデンシュタインにとって大きな当たり年となった。イギリスクラシック競走のうち3競走をそれぞれフライングウォーター（1000ギニー）、ポウニース（オークス）、クロウ（セントレジャーステークス）とウィルデンシュタインの所有馬が制覇し、同年のリーディングオーナーに輝いた。
上述のイギリスクラシックを勝った競走馬らは、フランスシャンティイ競馬場に所属するアルベルト・クリムシャと、その引退に伴って引き継いだアンジェル・ペンナによるもので、つまりフランスで調教された競走馬を引き連れてのものであった。後にペンナはウィルデンシュタインの依頼によりアメリカ合衆国にわたり、代わってパトリック・ビアンコーヌがフランスでの調教を担当するようになった。ビアンコーヌの厩舎からは、凱旋門賞などに勝ったオールアロングやサガスなどが出ている。

### イギリス競馬との関わり
初めてイギリスの調教師に馬を預けたのが1978年のことで、預託を受けたピーター・ウォールウィンは同年コロネーションカップ（クロウ）とカドラン賞（バックスキン）をウィルデンシュタインの馬で制覇している。しかし、バックスキンが2着に敗れたゴールドカップでの鞍上・パット・エデリーの騎乗に強い憤りを示した際に、ウォールウィンがエデリーの立場を弁護したため、その報復としてウォールウィンに預けていた馬を全てヘンリー・セシル厩舎に転厩させている。さらに1985年には実績のあったはずのセシル厩舎からも馬を取り上げ、全てフランスの厩舎へと移送している。
ウィルデンシュタインと騎手・調教師との確執はこれ以外にも何度かあり、1983年にはレスター・ピゴットがとある競走で失格処分になったことに憤って、以後スティーブ・コーセンを乗せるように指示したことがある。後にウィルデンシュタイン所有のサガスが1985年の凱旋門賞で、エデリー鞍上のレインボウクエストに降着という形で敗れたのは、イギリスの競馬関係者からすればある意味皮肉であった。

### 主な所有馬・生産馬
- ドン Don - 1966年生、牡馬。プール・デッセ・デ・プーランなど[26]。産駒にダイシンフブキほか。
- ジムフレンチ Jim French - 1968年生、牡馬。サンタアニタダービーなど[27]。産駒にバンブーアトラスほか。
- アレフランス Allez France - 1970年生、牝馬。フランス牝馬三冠、凱旋門賞、ガネー賞など[28]。
- オールアロング All Along - 1979年生、牝馬。凱旋門賞、ワシントンDCインターナショナルなど。アメリカ殿堂馬[29]。
- サガス Sagace - 1980年生、牡馬。凱旋門賞、ガネー賞など[30]。
- アルカング（英語版） Arcangues - 1988年生、牡馬。ブリーダーズカップ・クラシックなど[31]。父はサガス。
- パントレセレブル Peintre Celebre - 1994年生、牡馬。ジョッケクルブ賞、凱旋門賞など[32]。
- アクアレリスト Aquarelliste - 1998年生、牝馬。ディアヌ賞（仏オークス）、ヴェルメイユ賞など[33]。

## 家族
一族はもともと家畜商だったが、祖父のナタンが1871年にアルザスからパリに移り、値段の安いフランス絵画と18世紀の家具を扱う美術商に転身した。ウィルデンシュタイン家の財産は溜め込んでいる膨大な蒐集品を基にしているが、秘密主義を貫いている。
息子にアレク・ナタン・ウィルデンシュタイン（Alec Nathan Wildenstein）とガイ・ウィルデンシュタイン（Guy Wildenstein）がいる。画商および研究家としての家業は彼らに引き継がれ、また競馬事業もアレクにその多くが引き継がれたが、生前は息子たちが50を過ぎてもダニエルがビジネスを指揮し、遺産もトラストに託し、二人の息子でなくその孫に引き継ぐようにした。
また、アレクの最初の結婚相手であったジョセリン・ウィルデンシュタイン（Jocelyn Wildenstein）は、アレクとの離婚騒動でマスコミの注目の的となった人物である。後に再三の美容整形手術でさらなる話題を呼び、ゴシップ・クイーンとしての地位を不動のものにしている。この離婚騒動によって、それまで業界内でしか知られていなかった世界的富豪ウィルデンシュタイン家の存在が世に知られることになり、一族の不正な税対策やナチスとの関係が暴かれることとなった（名誉棄損で訴えたが敗訴した）。

## 著作
- (フランス語) Monet : impressions. Rythmes et couleurs. 2. International Art Book. (1967). NCID BA29876693
- (英語) Chardin : catalogue raisonné (Rev. enl. ed.). Cassirer. (1969). ISBN 0571093140. NCID BA1097704X
  -  (英語) Chardin (Rev. enl. ed.). New York Graphic Society. (1969). ISBN 0821203584. NCID BA24818055 - 改版
- (イタリア語) Claude Monet. Gli impressionisti / Collana diretta da Daniel Wildenstein è realizzata con la collaborazione della fondazione wildenstein Parigi. Fratelli Fabbri. (1971). NCID BB27253835
- Mandel, Gabriele (1972) (イタリア語). L'opera completa di Fragonard. Classici dell'arte. 62 (1 ed.). Rizzoli. NCID BA05511419 - 共著
- (フランス語) Claude Monet : biographie et catalogue raisonné. Bibliothèque des arts. (1974). ISBN 290806300X. NCID BA04827723ISBN 2908063069
- Cogniat, Raymond (1974) (フランス語). Paul Gauguin. Les Impressionnistes. Diffusion Princesse. NCID BA68395436 - 共著
- 黒江光彦 訳『クロード・モネ』 5巻、小学館 一ツ橋美術センター (制作)〈ファブリ版世界の美術印象派の巨匠たち〉、1975年。 NCID BN0922696X。 - 共著
- 渡辺康子 訳『ポール・ゴーガン』 9巻、小学館 一ツ橋美術センター (制作)〈ファブリ版世界の美術印象派の巨匠たち〉、1975年。 NCID BN09227237。
- Daulte, François 著、松本芳夫 訳『アルフレッド・シスレー』 7巻、小学館 一ツ橋美術センター (制作)〈ファブリ版世界の美術印象派の巨匠たち〉、1976年。 NCID BN15082070。 - 共著
- Ananoff, Alexandre (1976) (フランス語). François Boucher. La Bibliothèque des arts. NCID BA02961033 - 共著
  - Ananoff, Alexandre (1980) (イタリア語). L'opera completa di Boucher. Classici dell'arte. 100 (1 ed.). Rizzoli. NCID BA03101711 - イタリア語版
- (フランス語) Monet, ou, Le triomphe de l'impressionnisme. Taschen : Wildenstein Institute. (1996). ISBN 3822887595. NCID BA32622354
  -  (フランス語) Monet, ou le triomphe de l'impressionnisme. Taschen : Wildenstein Institute. (1999). ISBN 3822871044. NCID BA78342254 - 改訂版
  -  (フランス語) Monet, ou, Le triomphe de l'impressionnisme. Taschen : Wildenstein Institute. (2003). ISBN 3822816914. NCID BA63045856 - 改版
- (英語) Monet or The triumph of impressionism. Taschen : Wildenstein Institute. (1996). ISBN 3822885592. NCID BA29769059 - 英訳版
  -  (英語) Monet, or, The triumph of Impressionism. Taschen. (1999). ISBN 3822870609. NCID BA52022225 - 同、改訂版
  -  Monet or the triumph of Impressionism. Taschen. (2003). ISBN 3822816922. NCID BA76818761 - 同、改版
  - Miller, Chris; Snowdon, Peter (2014). Monet or the triumph of Impressionism. Taschen. ISBN 9783836523219. NCID BB18063996 - 同、改版
- (英語; フランス語) Monet : catalogue raisonné : Werkverzeichnis. Taschen : Wildenstein Institute. (1996). ISBN 3822885592. NCID BA29769354 - 全3巻 (合計1060頁) ISBN 3822887595
- Crussard, Sylvie; Heudron, Martine (2001) (フランス語). Gauguin : premier itinéraire d'un sauvage : catalogue de l'œuvre peint (1873-1888). Wildenstein Institute : Seuil : Skira. ISBN 8881189372. NCID BA5467948X - 全2巻 (xxxvi, 647頁)
  - Crussard, Sylvie; Heudron, Martine; Nasso, Claudio; Miller, Chris (2002) (英語). Gauguin : a savage in the making : catalogue raisonné of the paintings (1873-1888). Skira : Wildenstein Institute. ISBN 8884911370. NCID BA58916645 - 英訳版